# Jingxi Zhanran
Jingxi Zhanran (711-782; chiń. 荊溪湛然; pinyin Jīngxī Zhànrán; kor. 형계담연 Hyŏnggye Tamyŏn; jap. Kyōkei Tanzen; wiet. Kính Khe Đậm Nhiên) – chiński mnich buddyjski, dziewiąty (lub szósty) patriarcha szkoły tiantai. Znany także jako Miaoluo Zhanran.

## Życiorys
Urodził się w Jingxi (obecnie Yixing) w prowincji Jiangsu w rodzinie Qi (戚). Ojciec był uczonym konfucjańskim i w tym duchu kształcił też syna. Tak wykształcony syn po zdaniu egzaminów mógł rozpocząć karierę w administracji państwowej. Gdy miał lat szesnaście udał się w podróż do prowincji Zhejiang w celu kontynuowania studiów. Po drodze spotkał mnicha buddyjskiego Jinhua Fangyana, który przekazał mu podstawowe nauki szkoły tiantai. W efekcie tego spotkania odrzucił dążenie do kariery urzędniczej i poświęcił się studiowaniu zasad doktryn buddyjskich.
W 730 roku odbył wędrówkę do klasztoru Xuanlanga na górze Zuoxi i poprosił go o nauczanie w duchu idei szkoły tiantai. 
Z jakiś przyczyn Zhanran został mnichem dopiero w wieku 38 lat. Został ordynowany przez mnicha Tanyi (曇一, 692-771).
W tym okresie rozwijały się takie szkoły jak mantrajana, huayan, jogaczara i chan. Natomiast szkoła tiantai ledwo egzystowała na górze Tiantai w prowincji Zhejiang. Xuanlang zmarł w roku 754, gdy Zhanran miał 43 lata. W następnych latach rozpoczął wędrówkę po Chinach wygłaszając nauki szkoły i po raz pierwszy szkoła ta stała się znana w całych Chinach.
Gdy jego działalność przyniosła wreszcie pozytywny skutek, Zhanran został wezwany na dwór cesarski przez trzech kolejnych cesarzy: Xuanzonga (玄宗. pan.712-756), Suzonga (肅宗; pan. 756-762) i Daizonga (代宗; pan. 762-779). We wszystkich trzech przypadkach odmówił podając jako przyczynę chorobę. Była to tylko zręczna wymówka, gdyż za panowania Suzonga Zhanran udał się w podróż do Nanyue w południowych Chinach, a w czasie panowania cesarza Daizonga - na daleką pielgrzymkę na górę Wutai na północy.
Zhanran zmarł w 782 roku.

## Prace literackie
Komentarze do prac Zhiyi
- Fahua xuanyi shiqian (10 tomów; 法華玄義釋籤; T.D. 1717)
- Fahua wenju ji
- Mohe zhiguan fuxingzhuan hongjue
- Fahua xuanyi (Głębokie znaczenie 'Sutry Lotosu' )
- Fahua wenzhu (Słowa i zdania 'Sutry Lotosu' )
- Móhē zhǐguān (Wielka koncentracja i wgląd)
- Miàofǎ liánhuā jīngxuán yì (妙法蓮華經玄義)
- Ogólne znaczenie 'Wielkiej koncentracji i wglądu'
- Istoty komentarza do 'Wielkiej koncentracji i wglądu'

Prace polemiczne
- Jinpi lun (Jingangpi lun 金剛錍; T.D. 1932)
- Fahua wubaiwen lun
- Zhiguan yili

Inne prace
- Zhiguan fuxing chuanhong jue